# Bandar-e Gaz
Bandar-e Gaz (persiska: بندر گز) är en kommunhuvudort i Iran.   Den ligger i provinsen Golestan, i den norra delen av landet, 250 km nordost om huvudstaden Teheran. Antalet invånare är 17 923.
Terrängen runt Bandar-e Gaz är platt åt nordväst, men åt sydost är den kuperad. Runt Bandar-e Gaz är det ganska tätbefolkat, med 160 invånare per kvadratkilometer. Närmaste större samhälle är Bandar-e Torkaman, 17,9 km nordost om Bandar-e Gaz. Trakten runt Bandar-e Gaz består till största delen av jordbruksmark.